# سی‌ان‌ان عربی
شبکه خبری کابلی عربی(به عربی: سي إن إن بالعربية) معروف به سی‌ان‌ان عربی، یک وب سایت خبری واقع در دبی است که در ۱۹ ژانویه ۲۰۰۲ راه اندازی شد. بخشی از شبکه سی‌ان‌ان، اخبار بین‌المللی را به زبان عربی با به روز رسانی مداوم در مورد تحولات منطقه‌ای و بین‌المللی ارائه می‌کند.
وب سایت سی‌ان‌ان عربی توسط چندین روزنامه‌نگار عرب مدیریت می‌شود. این وب‌سایت شامل بخش‌هایی از جمله اخبار جهان، خاورمیانه، علم و فناوری، تجارت، سرگرمی و ورزش، علاوه بر گزارش‌ها و ویدئوهای ویژه است.
این وب سایت تعدادی خدمات اضافی مانند فید ایمیل از اخبار فوری و از طریق پیام کوتاه ارائه می‌دهد.

## جنجال‌ها
در جریان همه‌پرسی قانون اساسی ۲۰۱۹ در مصر که محدودیت دوره ریاست جمهوری را تمدید می‌کند، سی‌ان‌ان عربی یک نظرسنجی را آغاز کرد که به مردم اجازه می‌داد در مورد موافق یا مخالف همه‌پرسی رأی دهند. به گفته عمرو واکد، بازیگر مصری و مخالف سیاسی، آرای نظرسنجی عربی سی‌ان‌ان عادی بود تا اینکه از ساعت ۱۴:۴۲ تا ۱۴:۵۷ نتایج نظرسنجی به سرعت تغییر کرد. وی سی ان ان عربی را به دستکاری در نتایج نظرسنجی به نفع عبدالفتاح السیسی، رئیس‌جمهور مصر متهم کرد.